# Martin Barre
Martin Barre (teljes nevén Martin Lancelot Barre; (Birmingham, 1946. november 17. –) brit zenész (gitáros). Sikereit a Jethro Tull együttessel érte el.

## Életpályája
Barre olyan zenekarok gitárosa volt, mint a Motivation, a Penny Peeps és a Gethsemane. 1968-ban, a Jethro Tull első, This was című albumának kiadása után Mick Abrahams távozott az együttesből. Abrahams zenei világa, a blues, nem volt összeegyeztethető  Ian Anderson zenei elképzeléseivel. Az együttes új gitárosa  Martin Barre lett, aki hűen végigkísérte pályáján Ian Andersont. 
Az új felállás 1969 augusztusában adta ki az együttes második, Stand Up című albumot, amely a Jethro Tull egyetlen listavezető albuma lett az Egyesült Királyságban. 

## Képgaléria

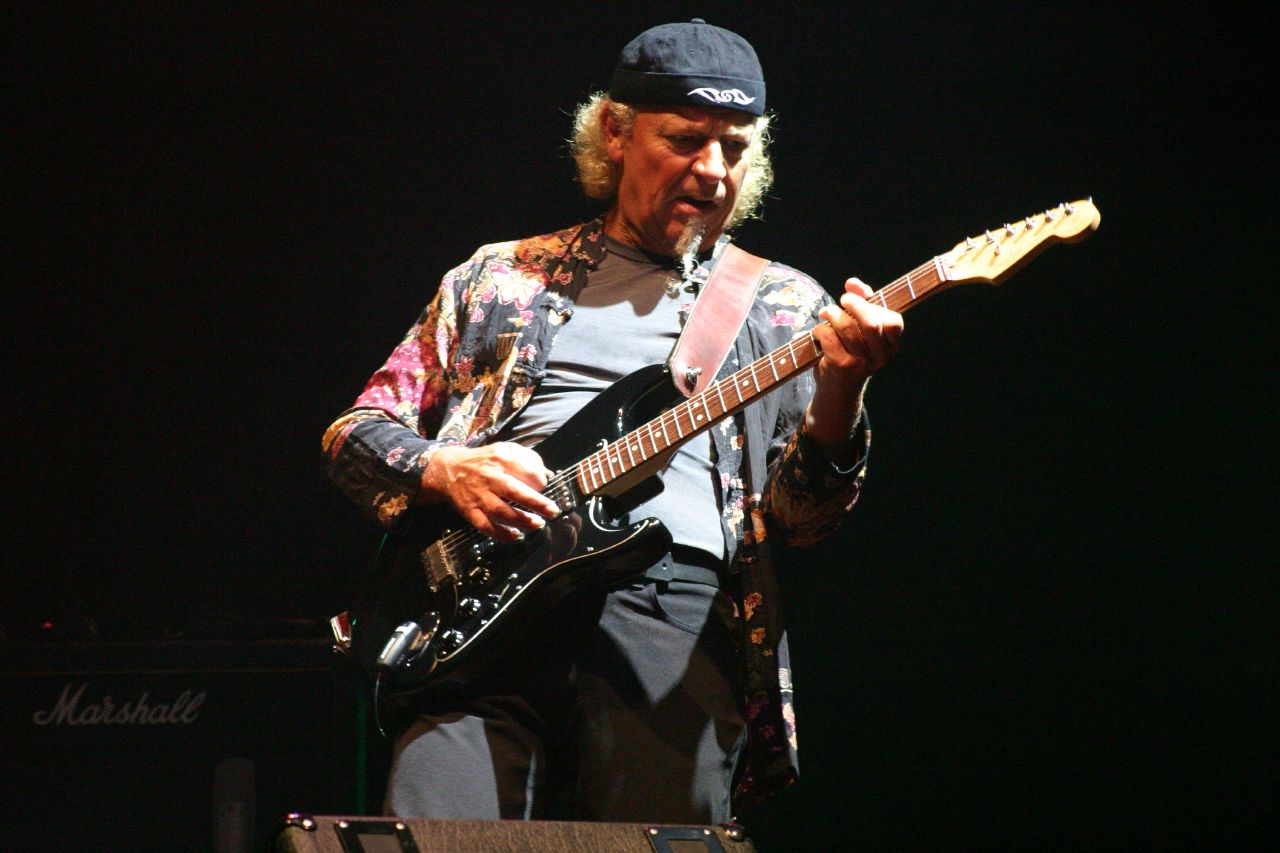
2004-ben
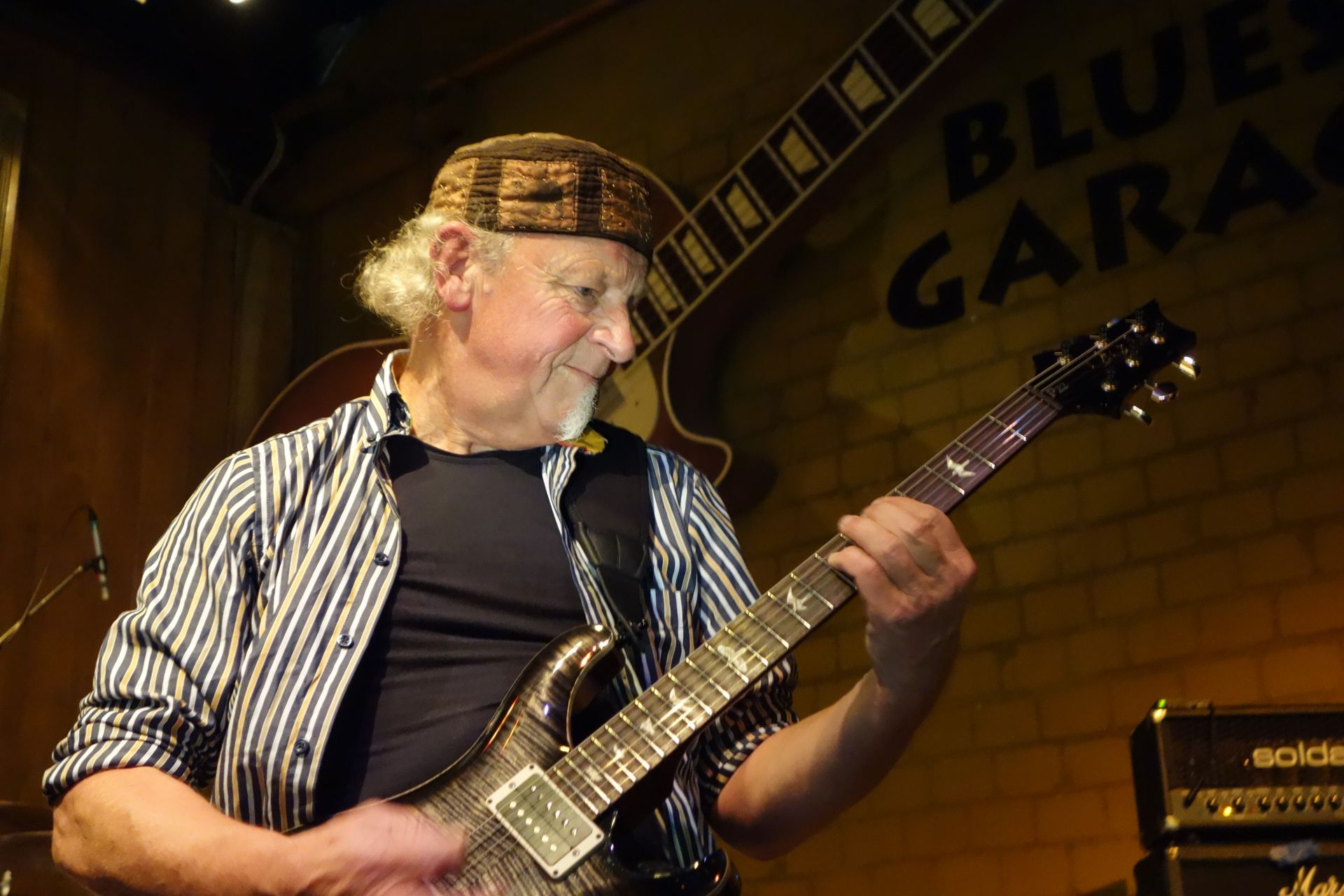
2013-ban
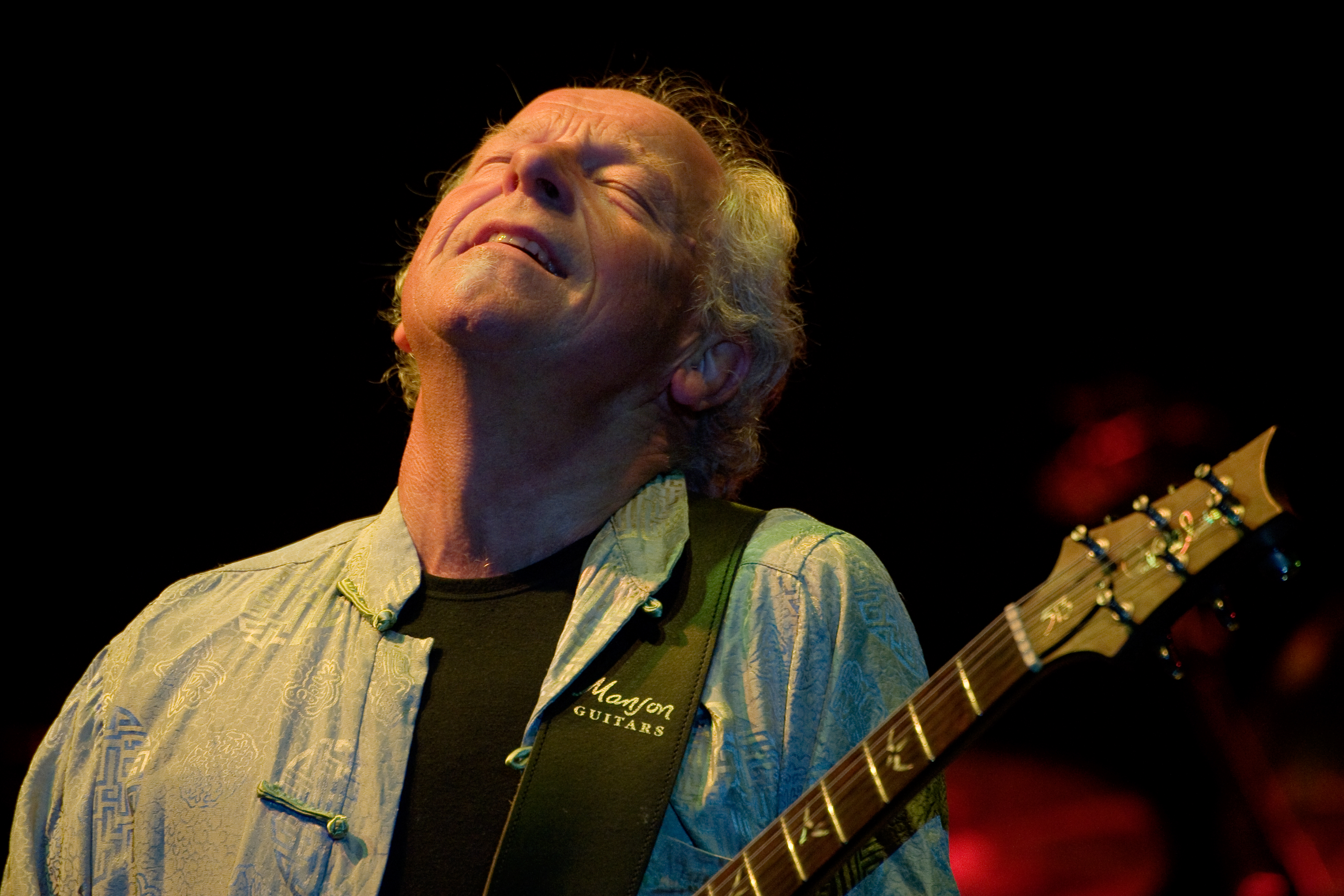
2010-ben
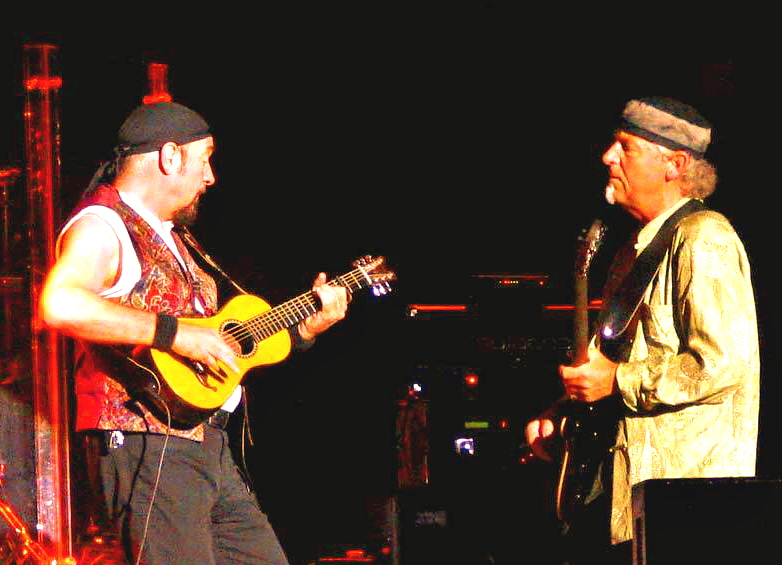
Ian Andersonnal 2006-ban
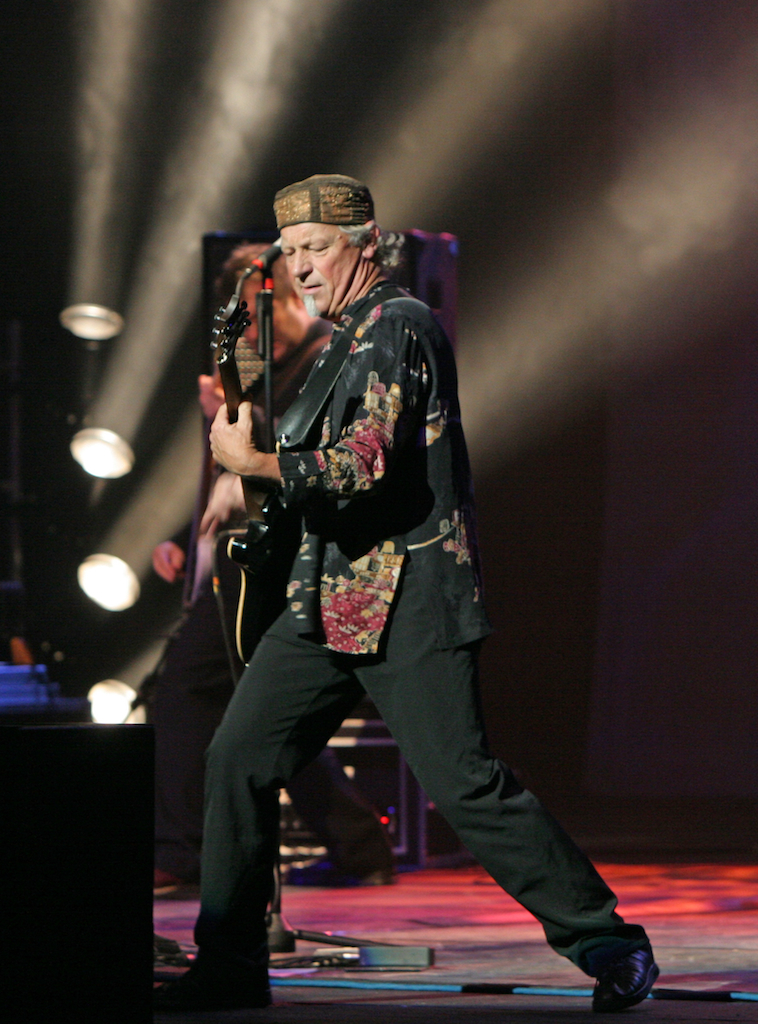
2005-ben Chicagoban

## Diszkográfia
- Jethro Tull diszkográfia

### Stúdiófelvételek
- A Summer Band (1992)
- A Trick of Memory (1994)
- The Meeting (1996)
- Stage Left (2003)
- Away with Words (2013)
- Order of Play (2014)
- Back to Steel (2015)
- Roads Less Travelled (2018)
- MLB - 50 Years of Jethro Tull (2019)

### Összeállítások
- Martin Barre (2012) – 2 CD (disc 1 – stúdiófelvételek, disc 2 – élő felvételek).

### Élő
- Live in Munich (2014)

### Vendégként
- 1973 Chick Churchill (You and Me) With Roger Hodgson and Rick Davies of Supertramp.
- 1978 Maddy Prior (Woman in the Wings)
- 1978 Dan Lowe (Fahrenheit 361)
- 1978 John Wetton (Caught in the Crossfire)
- 1981 5 Furious Fish (Just for the Halibut)
- 1997 Spirit of the West (Weights and Measures)
- 1997 John Carter (Spirit Flying Free)
- 1998 Clive Bunker (Awakenings)
- 1998 Willy Porter (Live)
- 1999 ELP Tribute (Encores, Legends and Paradox)
- 2001 Various artists incl. Steve Vai, Carlos Santana, Alan Holdsworth (Guitars for Freedom 9/11 charity)
- 2003 Vikki Clayton (Movers and Shakers)
- 2005 Pentangle (Feoffees' Lands)
- 2007 Dave Pegg (60th Birthday Show)
- 2007 Excalibur 2
- 2010 Excalibur 3
- 2010 Chris Thompson, Gary Brooker, Frank Mead, Henry Spinetti, Dave Pegg (Live in Germany Classic Rock Tour)
- 2012 Pat O'May (Celtic Wings)[2]
- 2015 Mick Abrahams (Revived!)[3]
- 2018 Dee Palmer (Through Darkened Glass)

## Külső hivatkozások
- Hivatalos weblapja